# Кулбаево
Кулбаево (баш. Ҡолбай) — село в Ермекеевском районе Республики Башкортостан Российской Федерации. Входит в состав Кызыл-Ярского сельсовета.

## География

### Географическое положение
Расстояние до:
- районного центра (Ермекеево): 25 км,
- центра сельсовета (Суерметово): 7 км,
- ближайшей ж/д станции (Приютово): 56 км.

## История
Село было основано в XVIII веке башкирами села Кыр-Еланской волости на собственных вотчинных землях под названием Сынгрян. С 1840-х годов носит современное название — Кулбаево, по имени Кулбая Такаева.
В 1906 году в селе учтены мечеть, бакалейная лавка, хлебозапасный магазин.

## Население
| 2002 | 2009 | 2010 |
| ---- | ---- | ---- |
| 370  | ↘364 | ↘339 |

Национальный состав
Согласно переписи 2002 года, преобладающие национальности — башкиры (70 %), татары (28 %).